# Hierocles (autor de Synecdemus)
Hierocles (en griego: Ἱεροκλῆς, Hierokles) fue un geógrafo bizantino del siglo VI y el autor al que se le atribuye el Synecdemus o Synekdemos, que contiene una tabla de divisiones administrativas del Imperio bizantino y las listas de las ciudades de cada administración. La obra data del reinado de Justiniano pero se sabe que debió escribirse antes del 535, puesto que divide las 912 ciudades listadas del Imperio, con breves descripciones, entre 64 eparquías.
El Synecdemus está considerado como uno de los instrumentos más valiosos de que se dispone para estudiar la geografía política del Oriente del siglo VI. Esta obra junto con la de Esteban de Bizancio fueron las principales fuentes del trabajo de Constantino VII sobre los Thema (De Thematibus). 
El Synecdemus de Hierocles no debe confundirse con un libro de oraciones griego ortodoxo del mismo nombre.

## Ediciones
Hierocles se ha publicado en varias ediciones. La primera en C. a S. Paulo, Geograph. Sacr. en París, 1641. Desde 1735, especialmente famosa la de Berlín en 1866 por Gustav Parthey (Hieroclis Synecdemus) y posteriormente con su texto corregido, por Albert Burckhardt en la serie de Teubner (Hieroclis Synecdemus; Leipzig, 1893). La publicación más reciente es la de Ernest Honigmann (Le Synekdèmos d'Hiéroklès et l'opuscule géographique de Georges de Chypre; Bruselas, 1939).
tabla de divisiones administrativas del Imperio bizantino y sus ciudades.